# Clan Minamoto

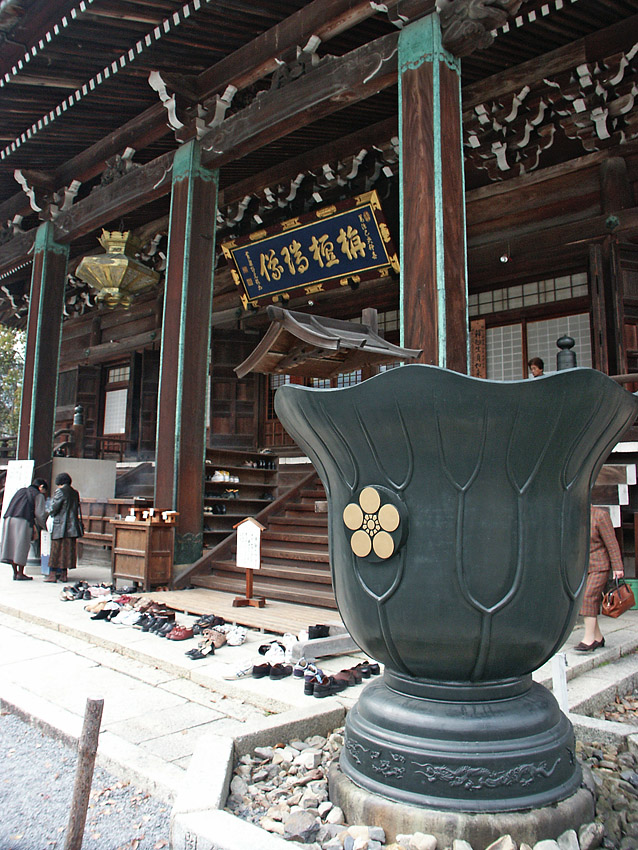
Seiryō-ji, un temple budista a Kyoto

El clan Minamoto (源) va ser un dels quatre gran clans que van dominar la política al Japó durant l'era Heian, els altres eren els clans: Taira, Fujiwara i Tachibana.
El clan Minamoto també era anomenat Genji (源氏) usant la pronunciació alternativa dels caràcters xinesos pel Minamoto gen i per la família o clan ji.
El seu origen data quan Minamoto era un nom honorífic (o kabane) datat pels emperadors del Japó del període Heian (794-1185) als seus fills i nets després d'haver-los acceptat com a súbdits reials.